# Hieracium colpodes
Hieracium colpodes es una especie de planta con flor del género Hieracium, de la familia Asteraceae, orden Asterales.

## Distribución
Hieracium colpodes se distribuye por Noruega y Finlandia.

## Taxonomía
Fue descrita científicamente por Norrl. Fue publicada en Acta Soc. Fauna Fl. Fenn. 36(4): 85 (1912).